# Навкат (Таджикистан)
Навкат (до 2016 г. —  посёлок/селение Нау) — посёлок городского типа (статус присвоен в 1944 году) в Согдийской области Таджикистана, административный центр Спитаменского района. Через посёлок проходит железная дорога Хаваст — Коканд.
По данным БСЭ, в посёлке имелись опытно-экспериментальный завод сельскохозяйственных машин, хлопкоочистительный завод, завод железобетонных изделий, асфальтобетонный завод, мелькомбинат. Действовал узбекский музыкально-драматический театр.
Спитаменский район является аграрно-производственным и имеет большой потенциал для развития промышленности. В данное время «Спитаментекстайл», КСМК, «Металлзавод», «Мелькомбинат», а также 5 мукомольных предприятий, хлебзавод, 3 хлопковых завода являются основой производственного потенциала.
Близ города река Ак-Суу впадает в реку Сырдарья.

## Население
| 1959 | 1970 | 1979   | 1989   | 2013   | 2014   | 2015   | 2021   | 2022   |
| ---- | ---- | ------ | ------ | ------ | ------ | ------ | ------ | ------ |
| 5952 | 8827 | 11 328 | 13 863 | 16 000 | 16 500 | 16 900 | 19 900 | 20 100 |